# Tsez
Pour les articles homonymes, voir Dido (homonymie).
Le tsez, ou dido (цез мец, cez mec ou цезйас мец, cezyas mec en tsez) est une langue caucasienne de la famille des langues nakho-daghestaniennes parlée par 15 354 locuteurs (recensement russe de 2002) appelés les Tsez. Ceux-ci forment un peuple musulman installé dans le district Tsunta du Daghestan méridional et occidental. L’appellation tsez dériverait du mot tsez signifiant aigle, mais ceci est probablement une étymologie populaire. L’appellation dido provient du géorgien დიდი (didi), qui signifie grand, gros.

## Situation générale
Le tsez n’a guère de tradition littéraire et est peu représenté à l’écrit. L’avar et le russe sont utilisées localement en tant que langues écrites, même dans les écoles. Toutefois, des tentatives ont été menées pour développer une orthographe stable pour le tsez et d’autres langues proches, principalement pour garder trace du folklore traditionnel ; à cet effet, un alphabet cyrillique basé sur celui de l’avar est souvent utilisé. Les hommes maîtrisent généralement mieux l’avar que les femmes, et les jeunes ont tendance à parler plus couramment le russe que le tsez, ce qui est probablement dû à l’absence d’enseignement en cette langue et à son sujet. Le tsez n’est pas enseigné à l’école : c’est l’avar qui est utilisé les cinq premières années, après quoi le russe prend le relais.
Le vocabulaire présente de nombreuses traces de l’influence de l’avar, du géorgien, de l’arabe et du russe, essentiellement au travers des mots d’emprunt, et même, dans le cas du russe, de la grammaire et du style. On trouve aussi des termes d’origine turque. Ces facteurs entraînent un déclin de l’usage du tsez, de plus en plus remplacé par l’avar et le russe. La culture traditionnelle cède actuellement du terrain au profit d’un mode de vie occidental.
La grammaire du tsez a été analysée pour la première fois en 1963 par le linguiste géorgien Davit Imnaishvili. Un recueil de textes traditionnels (rédigés dans le dialecte Mokok) est en cours de réalisation.

## Dialectes
On peut distinguer les dialectes tsez suivants (la dénomination tsez est entre parenthèses) :
- Asakh (Asaq)
  - Tsebari (Ceboru)
- Mokok (Newo)
- Kidero (Kidiro)
- Shapikh (Šopix)
- Sagada (Soƛʼo)

Les exemples illustrant le présent article font référence au sous-dialecte tsebari. Le dialecte sagada présente des différences notables avec les autres dialectes.
Le hinukh et le khvarshi ont également été considérés pendant un temps comme des dialectes tsez, mais sont désormais tenus en général pour des langues distinctes de la même famille

## Les numéraux
Les numéraux apparaissent sous deux formes différentes : au cas absolutif, et comme un radical oblique (toujours terminé par -a) auquel s’attachent les autres désinences casuelles lorsque le numéral est utilisé de manière non attributive. La forme oblique s’utilise également lorsqu’elle se rapporte à un substantif non absolutif, comme dans sida ˁaƛār (« à/vers un village »). Lors du dénombrement d’objets, les objets dénombrés ont toujours la forme du singulier.
|       | Absolutif                   | Oblique           |
| ----- | --------------------------- | ----------------- |
| 1     | sis                         | sida              |
| 2     | qʼˁano                      | qʼˁuna            |
| 3     | łˁono                       | łˁora             |
| 4     | uyno                        | uyra              |
| 5     | łeno                        | łera              |
| 6     | iłno                        | iłłira            |
| 7     | ʕoƛno                       | ʕoƛƛora           |
| 8     | biƛno                       | biƛƛira           |
| 9     | očʼčʼino                    | očʼčʼira          |
| 10    | ocʼcʼino                    | ocʼcʼira          |
| 11    | ocʼcʼino sis / siyocʼi      | ocʼcʼira sida     |
| 12    | ocʼcʼino qʼˁano / qʼˁayocʼi | ocʼcʼira qʼˁuna   |
| 13    | ocʼcʼino łˁono / łˁoyocʼi   | ocʼcʼira łˁora    |
| 14    | ocʼcʼino uyno / uwocʼi      | ocʼcʼira uyra     |
| 15    | ocʼcʼino łeno / łewocʼi     | ocʼcʼira łera     |
| 16    | ocʼcʼino iłno / iłocʼi      | ocʼcʼira iłłira   |
| 17    | ocʼcʼino ʕoƛno / ʕoƛocʼi    | ocʼcʼira ʕoƛƛora  |
| 18    | ocʼcʼino biƛno / biƛocʼi    | ocʼcʼira biƛƛira  |
| 19    | ocʼcʼino očʼčʼino / ečʼocʼi | ocʼcʼira očʼčʼira |
| 20    | quno                        | qura              |
| 100   | bišon                       | bišonra           |
| 1,000 | ʕazar                       | ʕazarra           |

- Il y a deux manières de former les nombres de 11 à 19, mais seule la première existe aussi à la forme oblique. La seconde forme, utilisant le suffixe -ocʼi, n’est pas déclinable.
- Au-delà de 20, les nombres sont formés sur la base de multiples de 20: qʼˁanoqu (40), łˁonoqu (60) et uynoqu (80). Pour les formes obliques, on ajoute le suffixe -ra à tous les termes.
- Le nombre 100 possède une forme alternative bišom, utilisée devant le suffixe -no dans les numéraux composés.
- Le nombre 1000, ʕazar, semble être un emprunt au persan هزار (hezār, mille), probablement via l’avar.
- Les centaines et milliers supérieurs s’expriment simplement par la juxtaposition, le multiplicateur précédant le nombre le plus grand.
- Les nombres composés se forment en attachant le suffixe -no (et) au plus grand nombre et en plaçant le plus petit juste derrière. Par exemple, 47 sera qʼˁanoquno ʕoƛno en tsez. Un nombre comme 72 s’exprimera « soixante-douze » (comme en français) (łˁonoquno qʼˁayocʼi ou łˁonoquno ocʼcʼino qʼˁano).

Les nombres cardinaux (comme un, deux, trois en français) précèdent les noms, lesquels ont alors la forme du singulier, et non pas du pluriel ; par exemple uyno is (« quatre bœuf[s] »).
Les nombres ordinaux (comme premier, deuxième, troisième en français) se construisent par combinaison du nombre cardinal avec le mot āƛiru. Ainsi, qʼˁano āƛiru ɣudi signifie « le deuxième jour ».

Les nombres adverbiaux (comme « une fois, deux fois, trois fois » en français) se construisent en remplaçant le suffixe -no par -x, donc « deux fois » devient l’adverbe qʼˁa-x en tsez.

## Exemple de texte
Voici un conte tsez dans le dialecte asakh, transcrit dans l’alphabet latin avec diacritiques et lettres additionnelles.

### Orthographe latine
Kʼetʼus hunar

Zewnoƛax zewčʼeyƛax bˁeƛon bocʼin zirun qayno. Sidaquł šigoħno sadaqorno boyno ħukmu: yaqułtow begira bocʼi ħonƛʼār miƛʼeł xizāz xizyo rišʷa yoł. Bˁeƛā begirno qay łˁāł xizāz, bocʼin zirun regirno ħonƛʼār miƛʼeł xizāz. Ɣudod, žedi raynosi beƛʼez reqenyoxor, ziru boqno uhi-ehƛada buq boƛāxzāzarno boqno. Zirus uhi-ehi teqxoy, ɣʷaybi kʼoƛin elār, bocʼi buq bātuzāzarno boqno bikʼin reqenyoƛer, besurno ƛʼarayaw miƛʼi. Miƛʼin bisno bocʼin zirun xizor rutin qʼayƛʼār. Rizirno cʼidoƛʼor ƛoħon begirno łāƛʼor qay. Kikxogon zewno bočʼikʼxo kʼetʼu. Qayir zewāčʼey rikʷayxo; nešuruxay nełor rikʷayxo zewčʼey. Kʼetʼu, ełor baynosi qay, boqno kʼekʼbikʼa. Kʼekʼbikʼni teqnosi, qay łikin rixerčʼeytow boxin xizor. Bˁeƛā esirno: "Šidā boxā rayirčʼey łin?" Elo didiyƛa žekʼu yoł-ƛin eƛin qayā. Aħugon rikʼin łāxor zirun qayno. Žedi raynosi kikxor žedā esirno kʼetuq: "Mi šebi?" Di žekʼu yoł-ƛin eƛin kʼetʼā. Šebi že debez ħiroƛʼ esirxo zirā. Tupi ƛin eƛix kʼetʼā. Dicce rˁuƛʼno zirun qayno, amma biyxoy kʼetʼu yāłru, xizyo łˁonon zenzi rikʼin raħira reƛ. Bˁeƛo buqełno bičin ažoz kʼodrexāzay, rołikʼno aħyabin kecno, kʼetʼu tataniłxo zewno cʼidox. Bˁeƛā kʼekʼrikʼerxo zewno aħyabi. Že rikʷayxoy, kʼetʼuz rokʼƛʼor rayno, že elo aw ƛin, hudu betʼtʼun kʼoƛin elor. Dicce bˁuƛʼzāq bˁeƛqo regin ixiytʼatow qˁaƛubin, boxin ciqxār. Bocʼezno qayizno, ziruzno rokʼƛʼor rayno baysi bāsu ixiytow ħaywan šebin, nełoq že riqičʼey kʼiriłno roxin. Cʼikʼiy reƛ miƛes ƛexun kʼetʼur. ʕoƛiran ɣˁudeł kʼetʼu bišno, racʼno baɣʷace dawla bocʼesno zirusno.

### Traduction
L’Exploit du chat

Il était une fois un cochon, un loup, un renard et un lièvre. Un jour, ils se réunirent et décidèrent que ce jour-là, ils enverraient le loup dans les montagnes attraper un mouton dont ils feraient leur repas. Le cochon envoya le lièvre chercher de l’eau, et envoya le loup et le renard dans les montagnes chasser un bêlier. La nuit venue, lorsqu’ils arrivèrent à proximité du troupeau de moutons, le renard se mit à pousser des gémissements du côté de l’est. En entendant les gémissements du renard, les chiens coururent dans cette direction, et le loup se dirigea vers le troupeau du côté de l’ouest et trouva un bêlier bien gras. Le bêlier pris, le loup et le renard retournèrent au camp. Ils mirent la marmite au feu et envoyèrent le lièvre chercher de l’eau. À la source, le chat grelottait de froid. Le lièvre ne voyait rien ; la nuit, le lièvre ne voyait pas. Lorsque le lièvre arriva, le chat fit un mouvement. En entendant ce mouvement, le lièvre s’enfuit en direction du camp, sans rapporter d’eau. Le cochon lui demanda : « Pourquoi t’es-tu enfui sans rapporter d’eau ? » Le lièvre répondit qu’il devait y avoir un homme là-bas. Le renard et le lièvre retournèrent alors vers l’eau. En arrivant à la source, ils demandèrent au chat : « Tu es quoi ? » « Je suis un homme », dit le chat. « Qu’est-ce que cela sur ton épaule ? » demande le renard. « Un fusil », dit le chat. Le renard et le lièvre furent très effrayés, mais comme ils reconnurent que c’était un chat, tous les trois s’en allèrent ensemble pour cuire la viande. Le cochon se cacha derrière un bosquet et, étendant ses oreilles, s’endormit, tandis que le chat se réchauffait auprès du feu. Le cochon bougeait ses oreilles. En voyant cela, le chat crut que c’était une souris et bondit dessus. Le cochon eut très peur et, poussant de grands cris, s’enfuit vers la forêt. Le loup, le lièvre et le renard pensèrent qu’un gros animal ou quelque chose arrivait et, courant à qui mieux mieux, ils s’enfuirent. Toute la viande du bêlier resta pour le chat. Le chat mangea pendant sept jours, mangea à en être plein le butin du loup et du renard.